# OMR
OMR (ang. optical mark recognition) – rozpoznawanie w obrazie (najczęściej otrzymanym w wyniku skanowania) „znaczników” takich jak pola wyboru (ang. check box), kody kreskowe itp. Często stosowane w procesie analizy ankiet oraz kopertowania korespondencji. W kopertowaniu korespondencji oznaczają numer strony z pakietu do zakopertowania np. strona 1 z 3, strona 2 z 3 itp.
Czytniki OMR umożliwiają automatyczny odczyt formularza, kontrolę poprawności jego wypełnienia i wprowadzenie treści do systemu informatycznego oraz jego rejestrację odbywająca się przy wykorzystaniu opcji wewnętrznej drukarki, czy też odczyt ilości kartek i ich numeru celem włożenia do koperty w kopertownicy. Możliwości odczytu kodu kreskowego, nadrukowanego lub naklejonego w formie etykietki na odpowiednie pole, zapewni szybką identyfikację np. osoby wypełniającej dany dokument. Pojedynczy czytnik umożliwia wprowadzenie treści z wielu tysięcy formularzy na godzinę.